# 约瑟夫·马辛

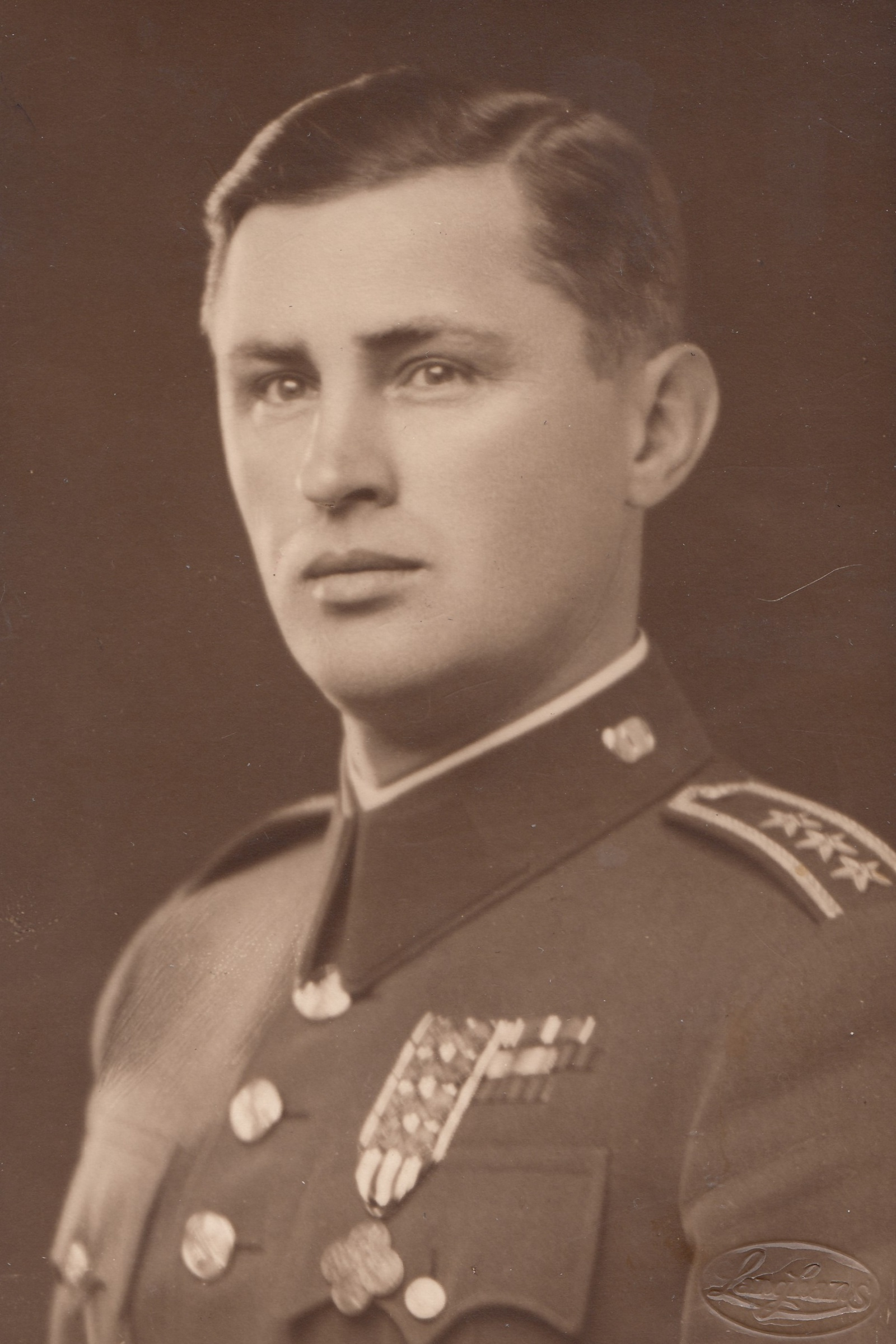
约瑟夫·马辛

约瑟夫·马辛（Josef Mašín，1896年8月26日—1942年6月30日）是一位捷克斯洛伐克军官，也曾是反纳粹抵抗组织（波西米亚和摩拉维亚保护国抵抗运动）成员。

## 生平
约瑟夫·马辛曾经是捷克斯洛伐克军团的一员，並與俄羅斯帝國作戰。后来他成為捷克斯洛伐克军队一個炮兵团团长。德國佔領捷克斯洛伐克后，他和约瑟夫·巴拉班以及瓦茨拉夫·莫拉维克一起组建了抵抗组织三国王，主要致力于搜集情报和破坏行动。
1941年5月13日，马辛被盖世太保抓获。他在遭受酷刑后曾两度试图自杀。最后，德方为报复萊因哈德·海德里希之死而将马辛枪决。他的尸体被火化。他的妻子也被监禁了几个月。战后，马辛被追授准将军衔。